# ウッディー・ウッドペッカー (2018年のアニメ)
ウッディー・ウッドペッカー（英: Woody Woodpecker）は、ウォルター・ランツが制作した同名のアニメ映画シリーズとキャラクターをベースにした、アメリカのウェブアニメシリーズである。2018年12月3日にYouTubeで初公開された。
2020年10月21日、ウッディ・ウッドペッカーのYouTube公式チャンネルで第2シーズンの予告編が公開された。第2シーズンは同年10月28日に公開された。

## 製作
2018年11月22日、Deadline.comは、ユニバーサル・ピクチャーズ・ホームエンターテイメントが、ブラジルのポルトガル語、スペイン語、英語のウッディー・ウッドペッカー公式YouTubeチャンネル専用に、短編アニメーションの新シリーズを制作していると報じた。第1シーズンの監督は、2017年の映画でも監督を務めたアレックス・ザム。

## キャスト
- エリック・バウザ - ウッディー・ウッドペッカー、ゴースト、鳥、イエティ
- タラ・ストロング - ウィニー・ウッドペッカー、スプリンター、ウェンディ・ウォーラス、ベロニカ・バザード 他
- ケビン・マイケル・リチャードソン - バズ・バザード
- トム・ケニー - ウォーリー・ウォーラス、グロブノーブIII、トッド、ビッグバルクマートアナウンサー; イースターバニー、ウォーリーの母; カメラマン、バジル・ビーバー、ウォーリーのボス 他
- ニカ・フッターマン - ノットヘッド
- ブラッド・ノーマン - チリー・ウィリー（シーズン1）
- ディー・ブラッドリー・ベイカー - チリー・ウィリー（シーズン2）、ミツバチ、チキノサウルス、ブロブ 他
- スコット・ウェイル - アンディ・パンダ、ディレクター
- ジェフ・ベネット - アリ・カリ
- フレッド・ストーラー（英語版） - クジャク
- バーナード・デ・ポーラ - ルイス、スポーツアナウンサー
- ロジャー・クレイグ・スミス - フェレット
- キャンディ・ミロ - 母なる自然、ミセス・ウッドペッカー
- コーリー・バートン - ナレーター

## 各話リスト
| シーズン | エピソード | 詳細           | 詳細           | 詳細       |
| シーズン | エピソード | 初回           | 最終回         | 配信サイト |
| -------- | ---------- | -------------- | -------------- | ---------- |
| 1        | 10         | 2018年12月3日  | 2018年12月3日  | YouTube    |
| 2        | 10         | 2020年10月28日 | 2020年11月25日 | YouTube    |
| 3        | 9          | 2022年11月6日  | 2023年4月2日   |            |

### シーズン1（2018年）
| 通算 話数 | タイトル                                                       | 監督             | 脚本                                       | 公開日        |
| --- | -------------------------------------------------------------- | ---------------- | ------------------------------------------ | ------------- |
| 1 | "宇宙人のウッディー誘拐大作戦 Invasion Of The Birdy Snatchers" | アレックス・ザム | ウィリアム・ロバートスン、アレックス・ザム | 2018年12月3日 |
| 地球人の標本を拉致するために地球にやってきたグロールノーブ3世とトッドという間抜けな宇宙人のペアは、ウッディーという相棒に出会う。          |                                                                |                  |                                            |               |
| 2 | "ドタバタ！バレンタインデー I'm With Cupid, Stupid"            | アレックス・ザム | ウィリアム・ロバートスン、アレックス・ザム | 2018年12月3日 |
| ウッディーはウィニーと結婚しないために、バレンタインデーにキューピッド・アンディの愛の矢に当たらないように、あらゆる努力をする。           |                                                                |                  |                                            |               |
| 3 | "ペンは剣よりも気まぐれ The Pen is Flightier Than The Sword"   | アレックス・ザム | ウィリアム・ロバートスン、アレックス・ザム | 2018年12月3日 |
| アニメーターのタッチペンを手に入れたバズ・バザードは、復讐心に燃えてウッディーの人生をシュールにひっくり返してしまう。                     |                                                                |                  |                                            |               |
| 4 | "寒すぎる真冬のデート Baby It's Cold Inside"                   | アレックス・ザム | ザック・アトキンソン                       | 2018年12月3日 |
| ウッディーの家の外は吹雪いており、ウッディーとウィニーのロマンチックなデートは、三枚目のチリー・ウィリーに邪魔されてしまう。               |                                                                |                  |                                            |               |
| 5 | "プレゼントは誰のもの？ No Time Like a Present"                | アレックス・ザム | マーティ・アイゼンバーグ                   | 2018年12月3日 |
| ウッディーとウォーリーは、お店に1台しかない新しいゲーム機をめぐって、壮絶なバトルを繰り広げる。                                            |                                                                |                  |                                            |               |
| 6 | "クリスマスイブは大騒ぎ！ Christmess Eve"                      | アレックス・ザム | ウィリアム・ロバートスン、アレックス・ザム | 2018年12月3日 |
| ウォーリーは、ウッディーの住む森の中で一番大きなクリスマスツリーを収穫することを決意する。                                                 |                                                                |                  |                                            |               |
| 7 | "タマゴまみれのイースター The Yolk's On You"                   | アレックス・ザム | シェーン・サイダーズ                       | 2018年12月3日 |
| ウッディーとその仲間たちは、毎年恒例のイースターエッグハントで、グランプリを獲得するためにあらゆる手段を講じる。                           |                                                                |                  |                                            |               |
| 8 | "アウトドアには危険がいっぱい？ Scout's Dishonor"              | アレックス・ザム | エリック・アコスタ                         | 2018年12月3日 |
| ウッディーはスプリンターとノットヘッドがスカウトバッジを獲得するのを手伝おうとするが、結果は最悪だった。                                   |                                                                |                  |                                            |               |
| 9 | "伝説のお宝 翡翠のジャガーを探せ！ Quest for the Jade Jaguar"  | アレックス・ザム | ウィリアム・ロバートスン、アレックス・ザム | 2018年12月3日 |
| リオデジャネイロでの休暇中に宝の地図を見つけたウッディーは、サルのルイスと一緒に宝探しをすることになり、バズは先に宝を手に入れようとする。 |                                                                |                  |                                            |               |
| 10 | "リオデジャネイロで大はしゃぎ Blame It On Rio De Janeiro"      | アレックス・ザム | マーティ・アイゼンバーグ                   | 2018年12月3日 |
| ウッディー、ウィニー、ルイズの3人は、ブラジルで開催されたサッカー大会に参加し、ルイズは国民的ヒーローになってしまう。                      |                                                                |                  |                                            |               |

### シーズン2（2020年）
| 通算 話数 | シーズン 話数 | タイトル                | 監督         | 脚本                    | 公開日         |
| --- | ------------- | ----------------------- | ------------ | ----------------------- | -------------- |
| 11 | 1             | "Time Warped"           | マイク・ミロ | デイビット・K・スケリー | 2020年10月28日 |
| ウッディーは、ウォーリーとの敵対関係を永遠に終わらせてしまったミスを修正するために、タイムマシンで旅をする。               |               |                         |              |                         |                |
| 12 | 2             | "Haunted Hijinks"       | マイク・ミロ | マット・クレイグ        | 2020年10月28日 |
| ウッディーはお化け屋敷に入り、ノットヘッドとスプリンターにお化けはいないと信じさせようとする。                             |               |                         |              |                         |                |
| 13 | 3             | "Nature Nuts"           | マイク・ミロ | ケン・ポンタック        | 2020年11月4日  |
| ウッディーは、自然について語る2人のドキュメンタリー映画監督の作品に夢中になる。                                            |               |                         |              |                         |                |
| 14 | 4             | "Birds of a Feather"    | マイク・ミロ | デイビット・K・スケリー | 2020年11月4日  |
| カーニバルのパレードに参加するために、ウッディーはクジャクの羽を盗んでマスクを作る必要がある。                             |               |                         |              |                         |                |
| 15 | 5             | "Woody's Wake Up"       | マイク・ミロ | ケン・ポンタック        | 2020年11月11日 |
| ウッディーは、甥っ子と姪っ子のノットヘッドとスプリンターが家を訪れることになり、十分な睡眠をとることができない。           |               |                         |              |                         |                |
| 16 | 6             | "The Bird and the Bees" | マイク・ミロ | マット・クレイグ        | 2020年11月11日 |
| ハチの大群を怒らせてしまったウッディーは、ウォーリーとチリー・ウィリーの助けを借りてハチを退治しようとする。               |               |                         |              |                         |                |
| 17 | 7             | "Chilly Grilly"         | マイク・ミロ | マット・クレイグ        | 2020年11月18日 |
| ウッディーのバーベキューにチリーが侵入してハンバーガーを全部食べてしまうと、ウッディはウォーリーのせいだと思ってしまう。   |               |                         |              |                         |                |
| 18 | 8             | "War of the Woods"      | マイク・ミロ | デイビット・K・スケリー | 2020年11月18日 |
| ウッディーとバズは、ウッドカービングコンテストの巨大な報酬を得るために、互いに競い合っている。                             |               |                         |              |                         |                |
| 19 | 9             | "Winnie's Wish"         | マイク・ミロ | ケン・ポンタック        | 2020年11月25日 |
| ウッディはウィニーが誕生日だと思っている。そこで彼は、彼女にいくつかのサプライズプレゼントを贈ろうとする。                 |               |                         |              |                         |                |
| 20 | 10            | "Fall Guy"              | マイク・ミロ | ケン・ポンタック        | 2020年11月25日 |
| ウッディーはわざわざイグアスの滝・ブラジルの滝を樽の中に落としに行き、ウォーリーはガードマンとしてそれを阻止しようとする。 |               |                         |              |                         |                |